# Gvarda
Ban Gvarda bio je hrvatski ban koji se spominje u prijepisu Povelje kralja Petra Krešimira iz 1067./1068. godine. 